# Somalilândia Britânica
A Somalilândia Britânica ou Somália Britânica foi um protetorado britânico localizado no norte do chifre da África, mais tarde parte da Somália e atualmente se constitui na não reconhecida República da Somalilândia.
O Egito dominou a área durante os anos de 1870, mas abandonou em 1884, por conta disto o Império Britânico estabeleceu um protetorado, fortalecendo-o a partir do porto de Adém. O  protetorado foi administrado pela Índia britânica até 1898, depois pelo Foreign Office, e após 1905 pelo Colonial Office.
Durante a Segunda Guerra Mundial, o protetorado foi ocupado pela Itália em agosto de 1940 e recapturado pelos britânicos em março de 1941.
O protetorado ganhou independência como Estado da Somalilândia em 26 de junho de 1960. Dias depois, um referendo aprovou a unificação com a Somália Italiana, dando origem a República da Somália em 1 de julho de 1960.
Após a queda do governo da Somália em 1991, a antiga área da Somalilândia Britânica se auto proclamou independente em 18 de maio de 1991 como República da Somalilândia, que se considera sucessora do Estado da Somalilândia, independente em 1960 por alguns dias.